# Kantiansaari
Kantiansaari är en ö i Finland. Den ligger i sjön Keitele och i kommunen Konnevesi i den ekonomiska regionen  Äänekoski ekonomiska region  och landskapet Mellersta Finland, i den centrala delen av landet, 300 km norr om huvudstaden Helsingfors. Öns area är 35,9 hektar och dess största längd är 1,3 kilometer i sydöst-nordvästlig riktning.